# 亀田京之介
亀田 京之介（かめだ きょうのすけ、1998年10月1日 - ）は、日本のプロボクサー。大阪府大阪市出身。TMK GYM所属。
かつては協栄ボクシングジム（2018年 - 2019年）、花形ボクシングジム（2019年 - 2020年）、ハラダボクシングジム（2020年 - 2024年）に所属していた。

## 来歴
父は亀田史郎の次兄で、3人の姉が居る末っ子長男として生まれる。6歳から叔父の史郎の下でボクシングを始めた。中学時代に非行に走って一時中断したが、18歳からボクシングを再開する
2017年9月、プロテストに合格。
2018年1月1日、56.8kg契約4回戦で木元紳之輔と対戦し、2回1分40秒TKO負けを喫してデビュー戦を敗退。同年5月5日、「TOKYO FIGHT CLUB Vol.2」で渡辺和幸と56.5kg4回戦で戦い、2回1分58秒TKO勝ちでプロ初勝利となった。
11月12日、自身のSNSで対戦相手を募集した結果、名乗り出た溝越斗夢とフェザー級4回戦を戦い、4回3-0の判定勝ちを収めた。
2019年4月1日、後楽園ホールで開催された「協栄会」にて稲森卓也と東日本新人王フェザー級予選を行い、3回TKO勝ちを収めた。
6月11日、東日本新人王フェザー級予選で牛島龍吾と対戦し、4回引き分けとなったが、優勢点で亀田が上回ったため、次戦に進出した。
7月29日、東日本新人王フェザー級準々決勝で小嶋夏生と対戦予定だったが小嶋の体調不良により不戦勝になった。
9月26日、東日本新人王フェザー級準決勝で小出太一と対戦し、3回38秒TKO勝ちで決勝に進出した。
11月3日、東日本新人王フェザー級決勝で今成太希と対戦し、3回1分10秒TKO勝ちで優勝、MVPを獲得した。
12月11日、所属先の協栄ジムが9日に休会したため、花形ジムに移籍することが決定した。
12月22日、全日本フェザー級新人王決定戦で前田稔輝と対戦し、4回1-2で判定負けを喫した。
2020年2月13日、日刊スポーツにより角海老宝石ボクシングジム移籍と報道されたが、角海老宝石ジム側は誤報であるとしている。

2020年9月16日付でハラダボクシングジムへ移籍した。
2020年11月28日、大阪府立体育会館第2競技場で、元社会人王者で31歳でプロデビュー戦を迎えた浅井大貴と対戦し、2回39秒TKO勝ちを収めた。
2021年7月23日、大阪府立体育会館第2競技場で奈良井翼と日本ユースフェザー級王座決定戦を行い、2回2分49秒KO勝ちを収めユース王座を獲得した。JBCランキング7月度に日本スーパーフェザー級15位でランクインした。
2021年11月13日、大阪府立体育会館第2競技場で英洸貴を相手に王座防衛戦を行うも、8回0-3（75-76×2、75-77）で判定負けを喫し、王座から陥落した。採点が読み上げられ、新王者誕生が場内にアナウンスされると、亀田はリング上でレフェリーに対し「お前のせいじゃ!クソですよ、こんなん」と言い放った上に観客席の椅子を蹴り上げ、控室に戻ってからも「こんなんでボクシングやってられない」と怒りが収まらなかった
2022年1月4日、ユース王座防衛戦におけるレフェリーへの暴言などの行為に対し、JBCは2021年12月17日付で試合が行われた2021年11月13日より6ヶ月のライセンス停止処分としたことを公表した。
2022年7月23日、大阪府立体育会館第2競技場でジョンジョン・エストラーダ（フィリピン）とライセンス停止処分明けの復帰戦。8R判定で勝利を収め日本ランカーに復帰し、OPBFにも自身初のランクイン。
2023年2月25日、ACTホールでペッバーンボーン・ゴーキャットジム（タイ）と対戦し、10回判定勝ちを収めた。
2023年8月11日、大阪府立体育会館第1競技場で中川麦茶と対戦し、8回1-1（77-75、75-77、76-76）の引き分けとなった。
2023年11月25日、大阪府立体育会館第2競技場松岡輝と対戦し、7回58秒TKO勝ちを収めた。
2024年4月6日、堺市産業振興センターで大保龍球と対戦し、8回判定勝ちを収めた。
2024年5月、従兄弟かつ協栄時代の同僚である亀田和毅が代表を務めるTMK GYMに移籍。
2024年7月28日、滋賀ダイハツアリーナで重岡銀次朗対ペドロ・タドゥランの前座として中川麦茶と再戦し、8回3-0（77-75、78-74、79-73）で判定勝ちを収めた。
2024年10月20日、KBSホールで元WBC世界スーパーフライ級王者のスリヤン・ソー・ルンヴィサイと対戦し、8回3-0の判定勝ちを収めた。
2025年2月22日、メキシコ・ティフアナのアウディトリオ・ムニシパルで元WBC世界バンタム級・スーパーバンタム級2階級制覇王者のルイス・ネリと124ポンド契約10回戦を行うも、7回に連打と左ボディーで計2度目のダウンを奪われ、7回2分25秒TKO負けを喫した。
2025年7月19日、ネバダ州ラスベガスのMGMグランド・ガーデン・アリーナでマリオ・バリオス対マニー・パッキャオの前座でWBC世界スーパーバンタム級1位のアラン・ピカソと対戦するも、10回0-2（95-95、93-97、92-98）の判定負けを喫し自身初の2連敗となった。

## 戦績
- プロボクシング：22戦 15勝 (9KO) 5敗 2分

| 戦           | 日付           | 勝敗 | 時間    | 内容    | 対戦相手                           | 国籍       | 備考                                 |
| ------------ | -------------- | ---- | ------- | ------- | ---------------------------------- | ---------- | ------------------------------------ |
| 1            | 2018年1月1日   | ★    | 2R 1:40 | TKO     | 木元紳之輔（ワタナベ）             | 日本       | プロデビュー戦 56.8kg契約4回戦       |
| 2            | 2018年5月5日   | ☆    | 2R 1:58 | TKO     | 渡辺和幸（上滝）                   | 日本       | 56.5kg契約4回戦                      |
| 3            | 2018年11月12日 | ☆    | 4R      | 判定3-0 | 溝越斗夢（緑）                     | 日本       |                                      |
| 4            | 2019年4月1日   | ☆    | 3R 終了 | TKO     | 稲森卓也（川崎新田）               | 日本       | 2019年東日本フェザー級新人王予選     |
| 5            | 2019年6月11日  | △    | 4R      | 判定1-1 | 牛島龍吾（八王子中屋）             | 日本       | 2019年度東日本フェザー級新人王予選   |
| 6            | 2019年9月26日  | ☆    | 3R 0:38 | TKO     | 小出太一（鴻巣茂野）               | 日本       | 2019年度東日本フェザー級新人王準決勝 |
| 7            | 2019年11月3日  | ☆    | 3R 1:10 | TKO     | 今成太希（三迫）                   | 日本       | 2019年度東日本フェザー級新人王決勝戦 |
| 8            | 2019年12月22日 | ★    | 4R      | 判定1-2 | 前田稔輝（グリーンツダ）           | 日本       | 2019年度全日本フェザー級新人王決定戦 |
| 9            | 2020年11月28日 | ☆    | 2R 0:39 | TKO     | 浅井大貴（オール）                 | 日本       |                                      |
| 10           | 2021年7月23日  | ☆    | 2R 2:49 | KO      | 奈良井翼（RK蒲田）                 | 日本       | 日本フェザー級ユース王座決定戦       |
| 11           | 2021年11月13日 | ★    | 8R      | 判定0-3 | 英洸貴（カシミ）                   | 日本       | 日本ユース陥落                       |
| 12           | 2022年7月23日  | ☆    | 8R      | 判定3-0 | ジョンジョン・エストラーダ         | フィリピン |                                      |
| 13           | 2022年11月19日 | ☆    | 3R 0:35 | KO      | 金井隆明（ディアマンテ）           | 日本       |                                      |
| 14           | 2023年2月25日  | ☆    | 10R     | 判定3-0 | ペッバーンボーン・ゴーキャットジム | タイ       |                                      |
| 15           | 2023年8月11日  | △    | 8R      | 判定1-1 | 中川麦茶（一力）                   | 日本       |                                      |
| 16           | 2023年11月25日 | ☆    | 7R 0:58 | KO      | 松岡輝（大成）                     | 日本       |                                      |
| 17           | 2024年4月6日   | ☆    | 8R      | 判定3-0 | 大保龍球（神奈川渥美）             | 日本       |                                      |
| 18           | 2024年7月28日  | ☆    | 8R      | 判定3-0 | 中川麦茶（ミツキ）                 | 日本       |                                      |
| 19           | 2024年10月20日 | ☆    | 8R      | 判定3-0 | スリヤン・ソー・ルンヴィサイ       | タイ       |                                      |
| 20           | 2024年12月21日 | ☆    | 1R 1:18 | KO      | アンジェロ・ベルトラン             | フィリピン |                                      |
| 21           | 2025年2月22日  | ★    | 7R 2:25 | TKO     | ルイス・ネリ                       | メキシコ   | 124ポンド契約10回戦                  |
| 22           | 2025年7月19日  | ★    | 10R     | 判定0-2 | アラン・ピカソ                     | メキシコ   |                                      |
| テンプレート |                |      |         |         |                                    |            |                                      |

## 獲得タイトル
- 第76回東日本新人王トーナメントフェザー級部門 優勝
- 第4代日本フェザー級ユース王座（防衛0）